# بالدوین (فلوریدا)
بالدوین (به انگلیسی: Baldwin) شهرکی در شهرستان دووال ایالت فلوریدا است که در سال ۱۸۷۶ بنیان‌گذاری شده‌است. این شهرک طبق سرشماری سال ۲۰۱۰ میلادی، ۱٬۴۲۵ نفر جمعیت داشته و مساحت آن نیز ۵٫۵ کیلومتر مربع است.